# Wine Country (Californie)
 (juillet 2013).
Si vous disposez d'ouvrages ou d'articles de référence ou si vous connaissez des sites web de qualité traitant du thème abordé ici, merci de compléter l'article en donnant les références utiles à sa vérifiabilité et en les liant à la section « Notes et références ».

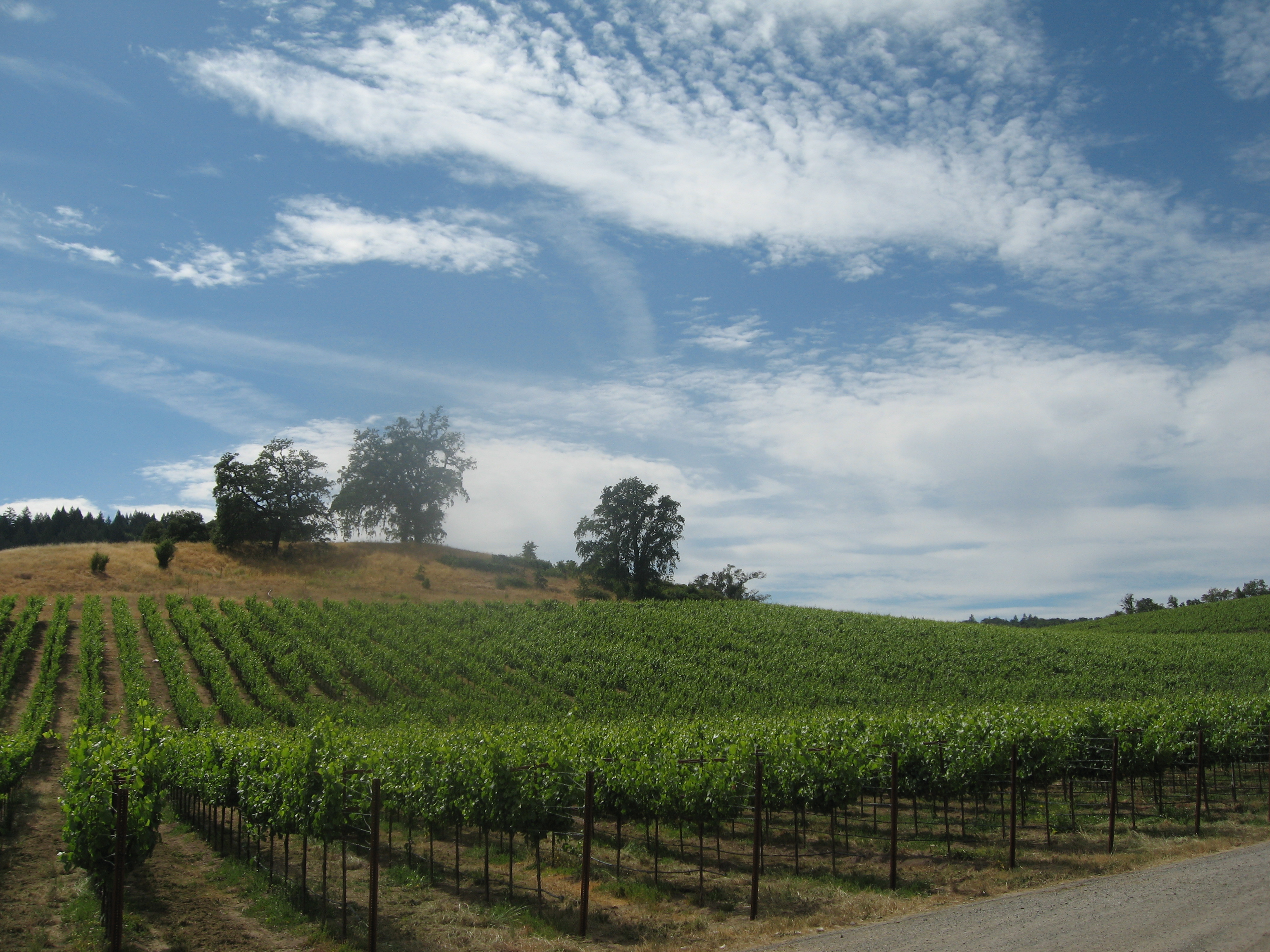
Vignes dans la région viticole californienne de la Russian River Valley dans le comté de Sonoma.

Wine Country (en français « pays du vin ») est une région située en Californie du Nord, aux États-Unis, réputée pour sa production de vin depuis le XIXe siècle. 

## Historique
L'essor de la viticulture et du vin est lié d'abord à l'influence espagnole des monastères et des églises catholiques, avant que la Californie soit rattachée aux États-Unis et développe son agriculture[évasif]. 
Au XIXe siècle, avec l'essor démographique lié à la ruée vers l'or, la culture du vin arrive en Californie par l'intermédiaire des migrants italiens, français, allemands, grecs, hongrois, russes venus faire fortune... 
Aujourd'hui[Quand ?], on compte plus de 200 exploitations dans cette région au nord de San Francisco, réparties pour la plupart dans les vallées de la région, notamment celle de Napa dans le comté du même nom, celle de Sonoma, Alexander Valley, Dry Creek Valley (AVA) et Russian River Valley dans le comté de Sonoma.
La classification des vins par cépage est née en Californie après la Seconde guerre mondiale au cours des années 1950 et 1960, grâce à l'action de spécialistes comme le critique et négociant Frank Shoonmaker, l'œnologue Amerine ou le producteur Robert Mondavi. Cette classification a été ensuite reprise par d'autres régions viticoles dans le monde, notamment en Australie, au Chili ou en Afrique du Sud. Elle a le mérite de faciliter à l'extrême la complexité du vin contemporain. 
La Californie est devenue un modèle technique, gustatif, économique et commercial pour beaucoup de producteurs américains et non américains (Chili, Argentine, Australie, France...) au point de faire oublier que d'autres régions aux États-Unis produisent des vins de qualité (Oregon, Washington, New York...).
En 2005, la Californie produisait plus de 80 % du vin américain.

## Domaines
L'un des domaines les plus connus est celui de Robert Mondavi, mais d'autres comme Beaulieu Vineyards l'ont précédé sans forcément atteindre sa renommée mondiale. 
Le gouvernement fédéral établit et gère une liste de régions viticoles réglementant les appellations.

## Géographie
Les principales localités de la région sont Kenwood, Healdsburg, Sonoma, Santa Rosa, Napa, Yountville, St. Helena, Calistoga, Geyserville, Petaluma, Sebastopol, Guerneville, Fort Ross et Ukiah.
Wine Country proprement dit inclut généralement les comtés de Napa, Sonoma, Mendocino et Lake, mais on trouve des vignobles à travers l'ensemble du nord de la Californie, ainsi que dans le sud de l'État. 

## Culture
Wine Country a largement été mis à l'honneur dans le film Sideways, dans lequel deux amis parcourent la région.